# شمندور (الرقة)
شمندور قرية سورية تتبع ناحية سلوك في منطقة تل أبيض في محافظة الرقة. بلغ عدد سكانها 320 نسمة في عام 2004 حسب إحصاء المكتب المركزي للإحصاء.